# Wolfgang Asholt
Wolfgang Asholt (* 3. Mai 1944 in Brackwede) ist ein deutscher Romanist.

## Leben
Nach der Promotion an der Philosophischen Fakultät der Universität Münster 1975 vertrat er eine C 2-Stelle Französische Landeskunde und Didaktik des Französischen an der Universität Osnabrück (1980–1984). Nach der Habilitation Romanische Philologie am Fachbereich Romanistik/Slavistik an der Philosophischen Fakultät in Münster 1982 ist er seit 1984 Professor für Romanische Literaturwissenschaft (Französisch-Spanisch) in Osnabrück.
Zuletzt erschien von Asholt 2024 Das lange Leben der Avantgarde: Eine Theorie-Geschichte, das nach eigenem Verständnis als erster Versuch zu werten, nach Peter Bürgers Theorie der Avantgarde (1974) und Paul Manns Theory-Death of the Avant-Garde (1991) eine neuere Untersuchung der Avantgarde-Theorie vorzulegen, die ihre Entwicklung in historischen wie aktuellen Konstellationen und Artikulationen untersucht.

## Schriften (Auswahl)
- Semantische Strukturen in „L'enfant“ von Jules Vallès. Rheinfelden 1977, ISBN 3-87718-711-0.
- Gesellschaftskritisches Theater in Frankreich (1887–1914). Heidelberg 1984, ISBN 3-533-03548-4.
- Der französische Roman der achtziger Jahre. Darmstadt 1994, ISBN 3-534-11994-0.
- Französische Literatur des 19. Jahrhunderts. Stuttgart 2006, ISBN 3-476-01703-6.
- Das lange Leben der Avantgarde. Eine Theorie-Geschichte. Göttingen 2024, ISBN 978-3-8353-5756-3 (Open Access).